# 香川県道130号中村落合線
香川県道130号中村落合線（かがわけんどう130ごう なかむらおちあいせん）は、香川県東かがわ市を通る一般県道である。

## 概要

### 路線データ
- 起点：東かがわ市水主（香川県道129号水主三本松線交点）
- 終点：東かがわ市落合（落合三差路交差点、国道11号交点）
- 総延長：2.231 km

## 地理

### 通過する自治体
- 東かがわ市

### 交差する道路
| 交差する道路                | 交差する場所 | 交差する場所            |
| --------------------------- | ------------ | ----------------------- |
| 香川県道129号水主三本松線   | 水主         | 起点                    |
| 国道11号 / 大内白鳥バイパス | 松崎         |                         |
| 国道11号                    | 落合         | 落合三差路交差点 / 終点 |

### 沿線
- とらまる公園